# Nabila (chanteuse camerounaise)
Pour les articles homonymes, voir Nabila.
Nabila, de son vrai nom Fatima Rodriguez, née le 8 juillet 1996 à Bamenda, est une chanteuse et actrice camerounaise. Elle est lauréate du prix de la Révélation musicale de l'année aux Canal 2'or en 2019. Elle est signée sous le Label Regn Records de 2016 à 2020.

## Biographie

### Enfance et début
Nabila est née le 8 juillet 1996 à Bamenda dans la région du Nord-Ouest d'un père hispano-marocain et d’une mère camerounaise. Elle développe une passion pour la musique dès son enfance et participe à des nombreux spectacles et compétitions de chant à l'adolescence. Elle se lance par la suite dans le mannequinat et apparait dans les publicités de diverses marques locales parmi lesquelles Lana del cosmétiques, Rmb lbow, Source du 
Pays.
Elle fait ses études supérieures à l’Université de Buea.

### Carrière musicale
Nabila fait ses premiers pas dans la musique en 2015 avec son premier single intitulé Turn Up, produit par Edi le’drae. Elle se fait connaitre du grand public en 2016 grâce à sa reprise de la chanson Sawa Romance de l'artiste Locko. Elle est aussitôt repérée par le label de Regn Records qui la signe la même année.
En 2019, Nabila présente son tout premier projet; un EP de 12 titres intitulé Mon Univers dans lequel on retrouve des collaborations avec les artistes Locko, Tenor, Tzy Panchak, Annie Anzouer et Ya Lewis et les titres à succès Pardon Pars, Tromper, Femme seule, Mi yi dima, Give me your love e.

### Carrière d'actrice
Nabila fait ses premiers pas dans le cinéma en 2019 à travers le film Broken du réalisateur camerounais Anurin Nwunembom

## Discographie

### EP
- 2019: Mon Univers

### Singles
- 2017: Ça Ira
- 2017: Prend Ma Main
- 2018: Ça Va Aller
- 2018: Tromper avec Tzy Panchak

- 2020: Dis Moi
- 2020: Amour et Espoir  avec Darina Victry
- 2022: Kolo[9]

### Collaborations
- 2021: Nous de Blacky Carat
- 2018: Sans Déconner de Locko

## Prix et récompenses
- 2019: Prix de la révélation musicale de l’année aux Canal 2’Or[10].
- 2019: Nommée aux Urban Jamz Awards dans la catégorie meilleure artiste féminine de l’année[11].
- 2016: Nomination aux Balafon Music Awards dans les catégories: artiste féminine et Meilleure voix féminine de l'année[12].
- 2021: Elle est nommée à la compétition de Star Urban Hit Show organisé par Orange[13].